# Kakiemon

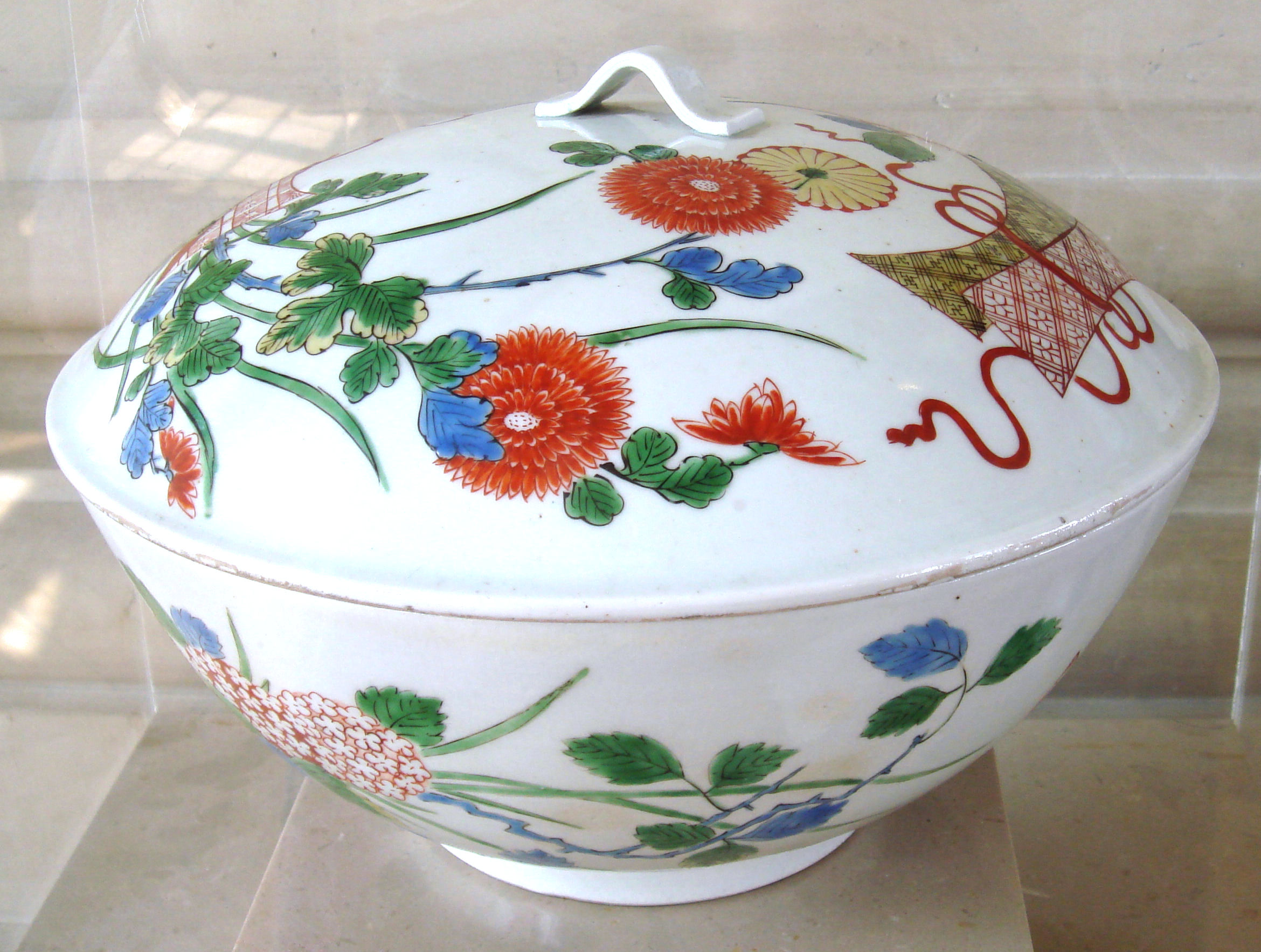
kakiemon-porslinsskål från Imari, Japan, cirka 1640.

Kakiemon (japanska: 柿右衛門?) är en stil inom japansk emaljerad keramik, traditionellt producerad vid fabriker i Arita, i den japanska provinsen Hizen (i dagens Saga prefektur) från mitten av 1600-talet och framåt. Den japanska keramikern Sakaida Kakiemon (酒井田柿右衛門, 1596–1666) brukar populärt tillskrivas den som först upptäckte hemligheten med att dekorera porslin med emalj i Japan, något som kallas för 'akae', och därför bär porslinet hans namn. Stilen delar många likheter med det kinesiska "Famille Verte"-porslinet. Den utsökta kvaliteten på emaljdekorationerna var mycket eftertraktade i väst och imiterades ofta av de stora Europeiska porslinsproducenterna.
1971 utsågs hantverket som ett viktigt nationellt arv av japans "Agency for Cultural Affairs" och en dubbel anagama, en brännugn för Kakiemon, i Arita utsågs till en viktig historisk plats i Japan.